# Факултет здравствених и пословних студија Универзитета Сингидунум
Факултет здравствених и пословних студија (скраћено ФЗП) је факултет у Ваљеву у склопу Универзитета Сингудунум.

## Историја
Факултет здравствених и пословних студија у Ваљеву (стари назив Пословни факултет Ваљево) је савремено организована високообразовна институција функционално интегрисана у Универзитет Сингидунум. Факултет у Ваљеву почео је са радом 8. септембра 2005. године под окриљем Универзитета Сингидунум, да би две године касније стекао статус засебног правног лица и наставио постојање под именом Пословни факултет.
Данас је Факултет здравствених и пословних студија институција од великог значаја за високошколско образовање у региону, где чини важан део друштвеног, привредног и економског развоја града Ваљева и шире.

## Департмани
На Факултету здравствених и пословних студија реализују се студије на два департмана:
Департман за здравствене студије
- сестринство (ОАС)
- физиотерапија (ОАС)
- менаџмент здравствене заштите и напредне праксе (МАС)

Департман за пословне студије
- финансије и рачуноводство (ОАС)
- маркетинг и психологија (ОАС)
- туризам и хотелијерство (ОАС)
- пословни софтверски системи (ОАС)
- пословна економија (МАС)
- информациони системи и технологије (МАС)